# Stirpium Austriarum Fasciculus
Stirpium Austriarum Fasciculus, (abreviado como Stirp. Austr. Fasc.), é uma série de fascículos com ilustrações e descrições botânicas que foram escritos pelo médico, briólogo e botânico, luxemburguês de nascimento e austríaco de adopção; Heinrich Johann Nepomuk von Crantz e publicados em Viena e Leipzig em três fasciculos nos anos 1762, 1763 e 1767.